# Байрамов, Ибрагим Мухаммед оглы
Ибрагим Мухаммед оглы Байрамов (азерб. İbrahim Məhəmməd oğlu Bayramov; род. 25 января 1954, Тохлуджа, Красносельский район) — азербайджанский лингвист и топонимист, доктор филологических наук (2007), профессор (2009), директор научно-организационного отдела Азербайджанского государственного педагогического университа. Заслуженный учитель Азербайджанской Республики (2021). Член Диссертационного совета при Азербайджанском государственном педагогическом университете (с 2009 года). Автор ряда учебных пособий и монографий, более 150 научных, научно-методических и публицистических статей.

## Биография
Ибрагим Мухаммед оглы Байрамов родился 25 января 1954 года в селе Тохлуджа Красносельского района Армянской ССР (ныне — село Драхтик Гегаркуникской области Республики Армения). В 1961 году стал ходить в среднюю школу села Тохлуджа. В 1971 году окончил эту школу и поступил в Армянский государственный педагогический университет имени Хачатура Абовяна. Трудовую деятельность начал в 1975 году учителем азербайджанского языка и литературы в средней школе села Тохлуджа Красносельского района. В 1977 году Байрамов был принят в аспирантуру Института языкознания имени Насими Академии наук Азербйджанской ССР и до 1981 года учился в аспирантуре.
В 1986 году он защитил кандидатскую диссертацию на тему «Пути обогащения современного азербайджанского литературного языка за счёт разговорного языка» (лексики и фразеологии) и получил учёную степень кандидата филологических наук. В 1987—1988 годах работал директором средней школы села Тохлуджа Красносельского района Армянской ССР. В ноябре 1988 года в связи с обострением Карабахского конфликта началось массовое изгнание азербайджанцев из Армении. Таким образом, в декабре 1988 года Байрамов был вынужден покинуть родное село.
В 1995 году Ибрагим Байрамов был назначен на должность младшего научного сотрудника научно-исследовательской лаборатории «Ономология азербайджанского языка» Азербайджанского государственного педагогического университета. В 1995 году он был назначен преподавателем кафедры современного азербайджанского языка этого университета. 12 декабря 1995 года Байрамов был избран на должность доцента этой кафедры, а впоследствии, в 2009 году, стал профессором этой кафедры.
С 2003 года работал на должности заведующего отделом магистратуры и докторантуры Азербайджанского государственного педагогического университета. В 2007 году Байрамов защитил докторскую диссертацию на тему «Историко-лингвистический анализ топонимов тюркского происхождения Армении» и получил учёную степень доктора филологических наук. С 2009 года является членом Диссертационного совета при Азербайджанском государственном педагогическом университете.
Распоряжением президента Азербайджанской Республики Ильхама Алиева № 3049 от 17 декабря 2021 года Ибрагиму Мухаммед оглы Байрамову «по случаю 100-летия Азербайджанского государственного педагогического университета и за заслуги в развитии образования в Азербайджане» было присвоено звание Заслуженного учителя Азербайджанской Республики.
Ибрагим Байрамов женат. У него трое детей.

## Отзывы
По словам члена-корреспондента Академии наук Азербайджанской ССР, доктора филологических наук Афата Курбанова, книга Байрамова «Исконно тюркские топонимы Западного Азербайджана» (Баку, 2002) «полностью учитывает тюркские названия мест» на территории нынешней Армении и представляет собой «фундаментальный труд в истории азербайджанской ономалогии, имеющий ценность и для последующих исследований».
Азербайджанский историк Фарах Гусейн в своей статье, посвящённой этноойконимам тюркского происхождения в османской регистрационной книге тахрир от 1728 года, отмечает, что в ходе работы ей «были широко использованы ценные исследования» Ибрагима Байрамова.

## Научные работы
Ибрагим Байрамов является автором учебных пособий и монографий, более 150 опубликованных научных, научно-методических и публицистических статей.
На азербайджанском
- Бајрамов И. М. Роль производных слов в обогащении словарного состава (на материале азербайджанского разговорного языка) (азерб.) = Лүғәт тәркибинин зәнҝинләшмәсиндә дүзәлтмә сөзләрин ролу (Азәрбајҹан данышыг дилинин материаллары әсысанда) // Известия Академии наук Азербайджанской ССР. — 1983. — No 3. — S. 68-72.
- Бајрамов И. М. Роль диалектизмов в обогащении литературного языка (азерб.) = Әдәби дилин зәнҝинләшмәсиндә диалектизмләрин ролу // Известия Академии наук Азербайджанской ССР. — 1986. — No 1. — S. 108-112.
- Ибраһим Бајрамов. Гәрби Азәрбајҹан топонимләринин тәркибиндә ишләнән сөз вә ҹоғрафи терминләр лүғәти (азерб.) / Елми редактору: филологија елмләри доктору, профессор Һәсән Мирзәјев. — Баку: Елм, 1999. — 106 с. — 500 экз. — ISBN 5-8066-1197-3.
- İbrahim Bayramov. Qərbi Azərbaycanın türk mənşəli toponimləri (азерб.). — Баку: Elm, 2002. — 696 с. — ISBN 5-8066-1452-2.
- İbrahim Bayramov. Ermənistanın türk mənşəli toponimlərinin tarixi-linqivistik təhlili (азерб.). — Баку: ADPU, 2004. — 338 с.
- İbrahim Bayramov. Qərbi Azərbaycanın toponimlər sistemi (азерб.) / Elmi redaktor: A. M. Qurbanov, H. İ. Mirzəyev. — Баку: Elm, 2005. — 432 с. — 500 экз. — ISBN 5-8066-1716-5.
- İbrahim Bayramov. Qərbi Azərbaycanın antropotoponimlərinin leksik-semantik xüsusiyyətləri (азерб.) // Azərbaycan Milli Elmlər Akademiyasının Xəbərləri. Humanitar elmlər seriyası. — 2007. — No 4. — S. 89-97.
- İbrahim Bayramov. Ermənistanın türk mənşəli toponimlərinin tarixi-linqivistik təhlili: filol. e. d-ru a. dər. al. üçün təq. ed. dis-nın avtoreferatı (азерб.). — Баку: Nəsimi adına Dilçilik İnstitutu, 2004. — 50 с.
- İbrahim Bayramov. Əkiz sözünün etimologiyası haqqında (азерб.) // Pedaqoji Universitet xəbərləri: Təbiət, humanitar və pedaqoji-psixoloji elmlər bölməsi : журнал. — 2012. — No 3. — S. 142-144.
- İbrahim Bayramov. Qərbi Azərbaycan: Tarixi həqiqətlər və ya Ermənistanın etnik təmizləmə siyasəti (азерб.) / Elmi red. Süleyman Məmmədov, Həsən Mirzəyev, İsrafil Məmmədov. — Баку: Çıraq, 2012. — 288 с.
- İbrahim Bayramov. Qərbi Azərbaycan şivələrində qədim sözlər (азерб.) // Azərbaycan məktəbi : журнал. — 2015. — No 1. — S. 64-68.
- İbrahim Bayramov. "Kitabi-Dədə Qorqud"un izi ilə (азерб.) / Elmi redaktor: filolgiya üzrə elmlər doktoru, professor Buludxan Xəlilov. — Баку: ADPU, 2016. — 112 с.
- İbrahim Bayramov. Azərbaycan dili şivələrinin morfologiyası (азерб.) / Elmi red. M. Məmmədli; red. Ə. Cəfərov. — Ankara: Sonçağ akademi, 2019. — 294 с.
- İbrahim Bayramov. Azərbaycan dialektologiyası (frazeologiya, leksikoqrafiya, söz yaradıcılığı) (азерб.). — Баку: ADPU, 2019. — 73 с.
- İbrahim Bayramov. Azərbaycan dili şivələrinin leksikologiyası (азерб.). — Баку: Elm və təhsil, 2020. — 148 с.
- İbrahim Bayramov. Azərbaycan dili şivələrinin sintaksisi (азерб.) / Elmi redaktor: filologiya elmləri doktoru, professor Əbülfəz Quliyev. — Баку: Elm və təhsil, 2020. — 88 с. — 500 экз.
- İbrahim Bayramov, Nazim Mustafa. Həqiqətin onomastikası (азерб.). — Баку: Şərq-Qərb, 2021. — 464 с. — 500 экз. — ISBN 978-9952-537-79-6.
- İbrahim Bayramov. Azərbaycan dilinin Zəngəzur şivələri (азерб.) // Azərbaycan müəllimi. — 2021. — 30 dekabr. — S. 11.
- İbrahim Bayramov. İrəvanda pedaqoji təhsil tarixindən. (азерб.) // Azərbaycan məktəbi : журнал. — 2022. — No 2 (699). — S. 99–108.
- İbrahim Bayramov. Qədim Azərbaycan şəhəri İrəvan (азерб.) / Elmi redaktor: filologiya elmləri doktoru, professor Mahirə Hüseynova, filologiya üzrə fəlsəfə doktoru Əziz Ələkbərli. — Ankara: İKSAD, 2023. — 210 с. — ISBN 978-625-367-356-7.

На английском
- İbrahim Bayramov. Almaz Badalova. Archaic words in Azerbaijani dialects (англ.) // Spirit time : журнал. — Berlin: NG Verlag, 2018. — Vol. I, no. 12. — P. 34-38. — ISSN 2522-9923.
- Ibrahim Bayramov, Nazim Mustafa. The onomastics of the truth: Renaming and falsification of historical and geographical names in the territory of the present Republic of Armenia (англ.) / edit. staff: R. Hasanov [and oth.] ; translat.: F. Abdullayeva, T. Mammadova, A. Khalilova, A. Hajiyeva ; project developer A. Gurbanov. — Баку: MaxOfset, 2022. — 455 p.

На русском
- Ибрагим Байрамов, Назим Мустафа. Ономастика истины: Изменение и фальсификация историко-географических названий на территории нынешней Республики Армения / отв. за проект А. Гурбанов; редкол.: Р. Гасанов [и др.]; пер. с азерб. Л. Гамидова. — Баку: Maxofset, 2023. — 464 с.

На турецком
- İbrahim Bayramov (Çev. Muhammet Kemaloğlu). Meğri Toponiminin Etimolojisi Hakkında (тур.) // Muş Alparslan Üni̇versi̇tesi̇[англ.] Sosyal Bi̇li̇mler Dergisi : журнал. — 2013. — Aralık (c. I, num. 2). — S. 63-68. — ISSN 2147-7655.

### Учебные пособия
- Ибраһим Бајрамов. Мүасир Азәрбајҹан әдәби дилинин зәнҝинләшмәси јоллары (дәрс вәсаити) (азерб.) / Елми редактору: проф. Һ. Мирзәјев. — Баку: Туси адына АДПУ-нун шәшријјаты, 1999. — 128 с. — 500 экз.
- İbrahim Bayramov (составитель). Magistrlik dissertasiyasının hazırlanması elmi-pedaqoji və elmi-tədqiqat təcrübələrinin təşkil edilməsinə dair metodik göstərişlər: metodik vəsait /tərt ed. İ. (азерб.) / Redaktorlar: M. S. Cəbrayılov, V. H. Əliyev. — Баку: Azər. Resp. Təhsil Nazirliyi, ADPU, 2010. — 58 с.
- İbrahim Bayramov. Azərbaycan dilinin dialekt leksikası: dərs vəsaiti (азерб.) / Elmi redaktor: filolgiya elmləri doktoru, professor Həsən Mirzəyev. — Баку: Elm və təhsil, 2011. — 120 с. — 300 экз.
- İbrahim Bayramov. Qərbi Azərbaycan şivələrinin leksikası (азерб.). — Баку: Elm və təhsil, 2011. — 440 с. — 500 экз.
- İbrahim Bayramov. Azərbaycan dili şivələrinin fonetikası (азерб.). — Баку: Elm və təhsil, 2016. — 252 с.
- İbrahim Bayramov, Almaz Bədəlova. Türk dillərinin müqayisəsi (şivə və ədəbi dil materialları əsasında) (азерб.) / Elmi redaktor: filolgiya üzrə elmlər doktoru, professor Buludxan Xəlilov. — Баку: ADPU, 2020. — 151 с.
- İbrahim Bayramov. Azərbaycan dialektologiyası (азерб.). — Ankara: İKSAD, 2022. — 451 с. — ISBN 978-625-8377-30-9.

## Публикации
- İbrahim Bayramov. Ermənistan azərbaycanlılarının acı taleyi (азерб.) // Ədəbiyyat qəzeti. — 1993. — 26 mart. — S. 5.
- İbrahim Bayramov. İrəvan şəhəri və onun tarixi haqqında (азерб.) // Dirçəliş — XXI əsr. — 2008. — No 128-129. — S. 91-98.
- İbrahim Bayramov. Şeir dilimizin tədqiqinə dəyərli töhfə (азерб.) // Xalq qəzeti. — 2008. — 17 dekabr. — S. 7.
- İbrahim Bayramov. Görkəmli metodist alim haqqında kitab (азерб.) // Xalq qəzeti. — 2009. — 1 fevral. — S. 7.
- İbrahim Bayramov. Qərbi Azərbaycan necə Ermənistan oldu: Faktlar nə deyir (азерб.) // Olaylar. — 2010. — 19 yanvar. — S. 15.
- İbrahim Bayramov. Ziyalı ömrünün akkordları (Həsən Bayramov – 65) (азерб.) // Palitra. — 2018. — 22 iyun. — S. 12.
- İbrahim Bayramov. Elmə həsr olunmuş mənalı ömür (азерб.) // Xalq qəzeti. — 2021. — 5 dekabr. — S. 9.
- İbrahim Bayramov. Qərbi Azərbaycan — Dədə Qorqud yurdu (азерб.) // Xalq qəzeti. — 2023. — 7 yanvar. — S. 7.
- İbrahim Bayramov. Dədə Qorqud yurdu — Göyçə mahalı (азерб.) // Xalq qəzeti. — 2023. — 28 fevral. — S. 9.
- İbrahim Bayramov. Bir şeirin tarixçəsi (азерб.) // Xalq qəzeti. — 2023. — 2 may. — S. 5.